# Fører Ley
Fører Ley (på nordfrisisk Fering Lei≈Føring Ley) er en større pril (tidevandsrende) beliggende nordøst for vadehavsøen Før i det vestlige Sydslesvig. Leyen fører fra Nørreåens udløber ved Næshjørne langs indersiden af Før og forbi vaderne ved Førs Skulder (Førs Nakke eller på nordfrisisk Fering skoler) til ende af den dybe rende i Fartrapdybets udløber Hørnum Dyb. Leyen er afbåket på vestsiden. Nord for Førs Ley ligger med Hørsbøl Stjert et langt, smalt sandrev, som løber tørt ved lavvande. Nord for Horsbøl Stjert kunne fartøje tidligere forsætte via Vesterleyen.